# Pinanga tenacinervis
Pinanga tenacinervis är en enhjärtbladig växtart som beskrevs av John Dransfield. Pinanga tenacinervis ingår i släktet Pinanga och familjen Arecaceae. Inga underarter finns listade i Catalogue of Life.